# Gyula Kajner
Gyula Kajner es un deportista húngaro que compitió en piragüismo en la modalidad de aguas tranquilas. Ganó cuatro medallas en el Campeonato Mundial de Piragüismo entre los años 1990 y 1999, y dos medallas en el Campeonato Europeo de Piragüismo en los años 1997 y 2000.

## Palmarés internacional
| Campeonato Mundial | Campeonato Mundial   | Campeonato Mundial | Campeonato Mundial |
| Año                | Lugar                | Medalla            | Evento             |
| ------------------ | -------------------- | ------------------ | ------------------ |
| 1990               | Poznań (Polonia)     | Medalla de bronce  | K4 500 m           |
| 1995               | Duisburgo (Alemania) | Medalla de oro     | K4 200 m           |
| 1998               | Szeged (Hungría)     | Medalla de oro     | K4 200 m           |
| 1999               | Milán (Italia)       | Medalla de oro     | K4 200 m           |
| Campeonato Europeo |                      |                    |                    |
| Año                | Lugar                | Medalla            | Evento             |
| 1997               | Plovdiv (Bulgaria)   | Medalla de oro     | K4 200 m           |
| 2000               | Poznań (Polonia)     | Medalla de bronce  | K4 200 m           |